# جون ارتشر إلمور
جون ارتشر إلمور (بالإنجليزية: John Archer Elmore)‏ هو عسكري أمريكي، ولد في 21 أغسطس 1762 في مقاطعة برينس إدورد في الولايات المتحدة، وتوفي في 24 أبريل 1834 في مقاطعة إلمور في الولايات المتحدة.